# デイヴィッド・マーフィー (サッカー選手)
デイヴィッド・マーフィー（David Murphy、1984年3月1日 - ）は、イングランド・ハートルプール出身の元プロサッカー選手。現役時代のポジションはDF。

## 経歴

### クラブ
ミドルズブラFCのアカデミーで育成され、2001年にトップチームデビュー。ミドルズブラには3シーズン在籍したが出場は16試合に留まった。
2004年、出場機会を求めてスコティッシュ・プレミアリーグのハイバーニアンFCに移籍。ハイバーニアンでは134試合に出場、リーグカップ優勝に貢献した。
2008年1月、バーミンガム・シティFCに移籍。6シーズンの在籍で132試合に出場、2011年にはリーグカップ優勝を達成した。しかし相次ぐ負傷に悩まされ、2014年3月を以て現役を引退した。

### 代表
U-16イングランド代表では中心選手として活躍、UEFA U-16欧州選手権20014強入りに貢献した。

## 所属クラブ
ユース
- ミドルズブラFC

プロ
- ミドルズブラFC 2001-2004

→バーンズリーFC 2004 (loan)
- ハイバーニアンFC 2004-2008
- バーミンガム・シティFC 2008-2014

## 代表歴
- イングランドU-16
  - UEFA U-16欧州選手権2001

## タイトル
ハイバーニアン
- スコティッシュリーグカップ: 2006–07[2]

バーミンガム・シティ
- フットボールリーグカップ: 2010–11